# Die Gegenwart (1845–1848)
Die Gegenwart war eine österreichische Tageszeitung mit konstitutioneller Ausrichtung, von der zwischen 1845 und 1848 insgesamt 99 Ausgaben in Wien erschienen. Sie führte den Nebentitel „Politisch-literarisches Tagsblatt“.